# Departamento de San Javier (kommun i Misiones)
Departamento de San Javier är en kommun i Argentina.   Den ligger i provinsen Misiones, i den nordöstra delen av landet, 800 km norr om huvudstaden Buenos Aires. Antalet invånare är 20 821.
I omgivningarna runt Departamento de San Javier växer i huvudsak städsegrön lövskog. Runt Departamento de San Javier är det ganska glesbefolkat, med 38 invånare per kvadratkilometer.